# Rebound (onderwijs)
Een rebound-, time-out-, of plusvoorziening is in het onderwijs een speciale instelling die tijdelijk opvang en begeleiding biedt aan leerlingen die door hun gedrag niet meer te handhaven zijn op hun school.
In zo'n voorziening volgt de leerling een programma dat doorgaans bestaat uit twee componenten: onderwijs en gedragsverandering. Het programma is erop gericht een leerling binnen enkele maanden een nieuwe start te laten maken in het reguliere onderwijs zodat hij zijn schoolloopbaan kan vervolgen.
In sommige gevallen wordt de leerling echter overgeplaatst naar een school die meer passend is, bijvoorbeeld naar een ZMOK-school of het praktijkonderwijs.